# 押しボタン式投票
押しボタン式投票（おしボタンしきとうひょう）とは、参議院において1998年（平成10年）1月14日に始まった投票方式の一つである。以下、本項では参議院における押しボタン式投票について述べる。

## 概要
本会議場の議席には賛成・反対・取り消しの3つのボタンがある。議席に着いている議員が氏名標をたて、自らいずれかのボタンを押して投票する。投票で誰がどういう判断を下したかは投票してから数時間後に参議院の公式サイト上で公開され、議事録にも掲載される。

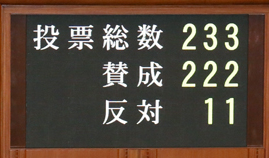
投票結果の表示板（2015年3月20日、参議院本会議の平成27年度暫定予算案採決にて）

流れとして議長の「本案の賛否について投票ボタンをお押し願います」の宣告で投票開始。しばらくしてから「まもなく投票を終了いたします」の終了予告が入り、「これにて投票を終了いたします」の宣告で投票終了となる。投票結果は議場内3か所に設置された表示盤に表示される。
野党が牛歩戦術を行いたい時、与党は野党の牛歩戦術を封じるために押しボタン式投票で採決しようとすることがある。ただし参議院規則138条で、5分の1以上の議員の要求がある場合は記名投票にしなければならないと定めており、その場合は牛歩戦術を行うことができる。
なお、押しボタン式投票は衆議院では導入されていない（衆議院での採決は全会一致であれば「異議なし採決」、それ以外は「起立採決」が一般的である）。

## 歴史
議事進行の迅速化、投票行動が瞬時に明確になるといった利点があり、参議院改革のシンボルとして、1998年に参議院規則の改正により押しボタン式投票が導入された。
参議院での初使用は1998年1月14日の1995年度決算の採決である。
2005年8月8日、郵政国会での郵政民営化法案の本会議採決では、牛歩戦術のときとは逆に、与党が記名投票を、野党が押しボタン式投票を主張した。これは、与党側が押しボタン式投票では誰が造反したかすぐにはわからないため造反を誘発すると懸念し、誰が造反したかすぐにわかる記名投票を主張したもの。結局、投票方法は記名投票となったが、採決結果は自民党から反対22票・棄権8票の造反が出て否決された。
ちなみに、押しボタン式の投票装置を世界で最初に発明したのはトーマス・エジソン（1868年・アメリカ合衆国）であるが、当時のアメリカの議会においては、「野党の議員による牛歩戦術が出来なくなる」という理由により、全く採用されなかった。

## その他

### 押しボタン投票で間違えた例
起立採決や記名投票では所属政党の他の議員の賛否を確認しながら意思表示ができるため、投票を間違えることはほとんどない。しかし、押しボタン式投票では他の議員の賛否を確認できないため、間違えて本来の意図に反した投票をすることがある。
| 投票年月日    | 議員            | 政党       | 議案                                                  | 元々の予定 | 実際の投票 |
| ------------- | --------------- | ---------- | ----------------------------------------------------- | ---------- | ---------- |
| 2008年6月6日  | 山下栄一        | 公明党     | 後期高齢者医療制度廃止法案                            | 反対       | 賛成       |
| 2008年6月11日 | 円より子        | 民主党     | 原爆被爆者援護法改正案 ハンセン病問題解決促進法改正案 | 賛成       | 反対       |
| 2010年3月31日 | 伊達忠一 岸宏一 | 自由民主党 | 高校無償化法案                                        | 反対       | 賛成       |
| 2013年3月15日 | 風間直樹        | 民主党     | 日銀総裁同意人事                                      | 賛成       | 反対       |
| 2019年12月4日 | 勝部賢志        | 立憲民主党 | 日米貿易協定                                          | 反対       | 賛成       |

なお、議長が「これにて投票を終了致します」と宣告するまでの間に議員が間違いに気づけば、「取り消し」のボタンを用いて賛否を訂正することができる。

### 欠席者の投票
2010年（平成22年）3月31日の本会議で、自由民主党議員の若林正俊は、平成22年度NHK予算の承認案件など10件について、自分の議席のボタンのほかに、採決の際に議場にいなかった隣の自民党議員の青木幹雄の議席のボタンを押して投票した。2日後、若林はこの責任を取って参議院議員を辞職した。
代理投票をした理由としては、参議院本会議で導入されている押しボタン式投票では、有権者が個々の議員の投票先が容易に閲覧できる仕組みになっていることから、棄権が多くなると国会欠席で政治活動が怠慢であるとして、有権者にネガティブな印象を与えてしまうために、青木から代理投票を依頼されたと推測されたが、若林は記者会見で「魔が差したとしか言いようがない」「青木さんから依頼されたことはない」と謝罪・釈明を行い、青木からの代理投票の依頼を否定した。

## 新型コロナウイルス感染症対策による押しボタン式投票の中止と再開
第201回国会会期中の2020年（令和2年）4月10日の本会議における採決は、押しボタン式投票ではなく起立採決で行なわれた。これは同年4月7日に改正・新型インフルエンザ等対策特別措置法に基づく新型コロナウイルス緊急事態宣言が発令された事から、感染防止のため、密集を避けるため間隔を空けて着席することになり、押しボタン装置のない席を利用する議員が生じたためである。
また、参議院の本会議場は、貴族院時代からの議場をそのまま使用しているため、460席配列されており、議員数（245名）よりも多くの議席があるため可能になった措置である。全会一致議案も衆議院と異なり起立で行い、異議なし採決ではなかった。
その後の第202回国会（記名採決だった内閣総理大臣の選挙以外に採決はなかった）以降においても押しボタン式投票が中止されており、起立採決となっている。
なお、押しボタン投票装置は一切装置を使用していなくても維持費がかかっており、参議院事務局によると、年間約2500万円の経費が支出されている。
2025年1月24日に召集された第217回国会において、議場の改修が完了したので、押しボタン投票が約5年ぶりに再開された。実際の投票再開は、2月19日の本会議における国家公務員等の任命に関する件「検査官（田中淳子君）」の採決からである。